# Shōgo Kamo
Shōgo Kamo (jap. 加茂 正五 Kamo Shōgo; ur. 12 grudnia 1915  w Hamamatsu, zm. 14 września 1977 w Shinjuku) – japoński piłkarz, reprezentant kraju.

## Kariera klubowa
Od 1935 do 1938 roku występował w klubie Uniwersytetu Waseda.

## Kariera reprezentacyjna
Karierę reprezentacyjną rozpoczął w 1936 roku. W sumie w reprezentacji wystąpił w dwóch spotkaniach. Został powołany do kadry na Igrzyska Olimpijskie 1936.
Jego brat Takeshi również był piłkarzem, który wystąpił razem z nim na tych igrzyskach.

## Statystyki
| Reprezentacja Japonii | Reprezentacja Japonii | Reprezentacja Japonii |
| Rok                   | Mecze                 | Gole                  |
| --------------------- | --------------------- | --------------------- |
| 1936                  | 2                     | 0                     |
| Razem                 | 2                     | 0                     |